# بدوک
بدوک (به انگلیسی: Bedok) یک ناحیهٔ شهری در کشور سنگاپور است که در سرشماری سال ۲۰۱۰ میلادی، ۲۹۴٬۵۱۹ نفر جمعیت داشته‌است.